# Observatorio Neil Armstrong
El Observatorio Neil Armstrong es un observatorio astronómico situado en Managua, Nicaragua. Está operado por el colegio Pierre y Marie Curie y fue inaugurado el 1 de marzo de 2013. Está destinado a propósitos escolares, siendo el primer observatorio de este tipo en Latinoamérica.

## Características
Este edificio cuenta con dos pisos más un domo de 4,5 metros cuadrados con un telescopio que tiene un lente principal de 11 pulgadas y puede aumentar objetos estelares de 50 a 800 veces. El primer piso es un laboratorio de química llamado Irene Juliot Marie Curie. En el segundo piso está ubicado el laboratorio de física para los estudios de física llamado Isaac Newton. El observatorio es llamado Neil Armstrong en honor al primer hombre que toco la luna en 1969.